# 凉亭镇
凉亭镇，是中华人民共和国安徽省安庆市宿松县下辖的一个乡镇级行政单位。

## 行政区划
凉亭镇下辖以下地区：
凉亭社区、东山村、枫驿村、柳溪村、太阳村、夏家村、三德村、紫庵村、青竹村和烽火村。